# Kreuzkirche (Königsberg)

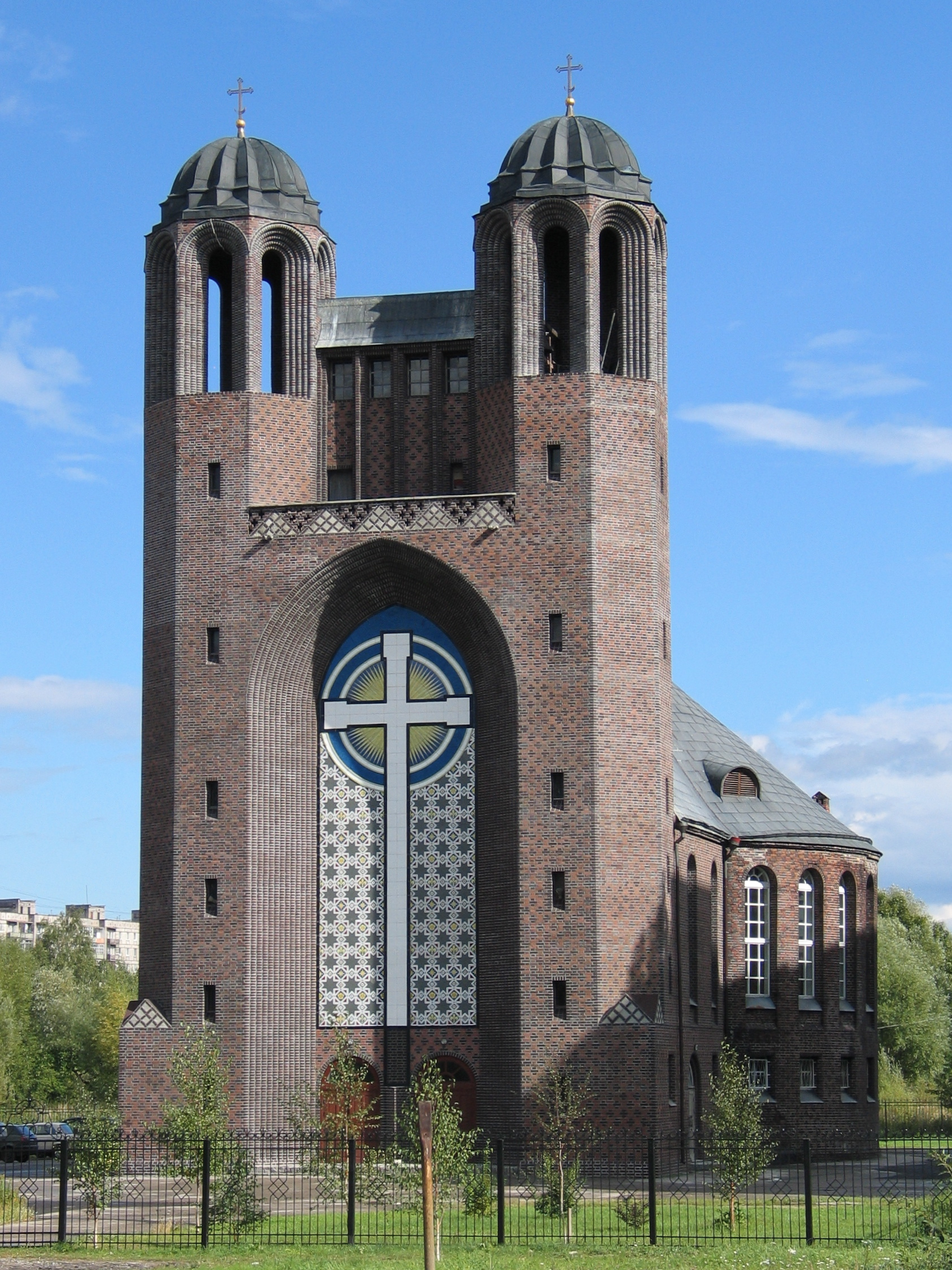
Kreuzkirche

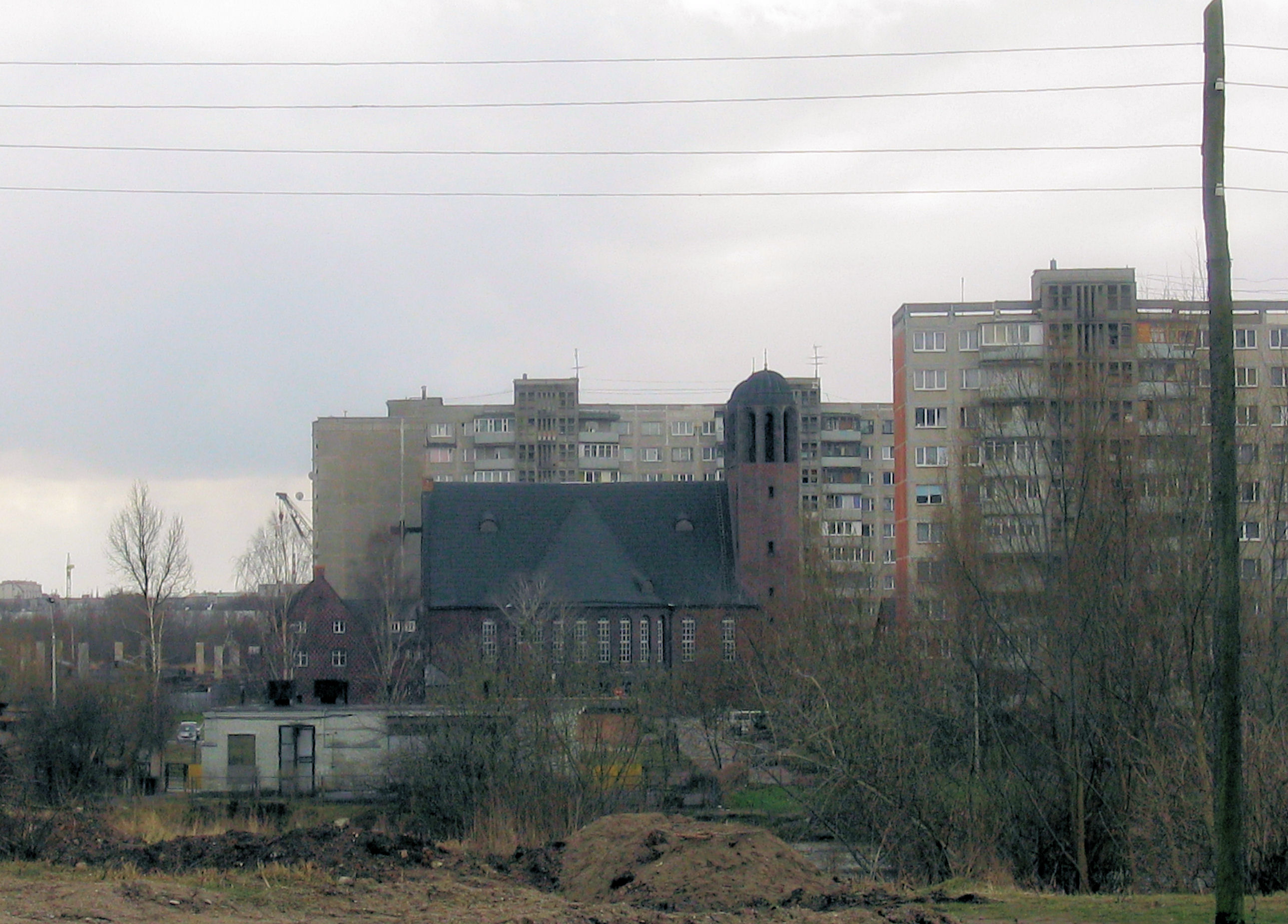
Umgebung der Kreuzkirche

Die Kreuzkirche ist eine ehemalige evangelische Kirche im Königsberger Stadtteil Lomse, die seit 1988 von der russisch-orthodoxen Kirche genutzt wird.

## Geschichte
Die Kreuzkirche wurde von 1930 bis 1933 nach Plänen von Arthur Kickton als Gotteshaus der Evangelischen Kirche der altpreußischen Union errichtet. Die Verblendung besteht aus buntem Cadiner Majolikaklinker. Zwischen den Zwillingstürmen ist eine monumentale Nische eingelassen, die mit einem Kreuz aus Cadiner Majolika auf farbigem Hintergrund verblendet ist.
Das Gotteshaus überstand den Krieg leicht beschädigt. Danach wurde es als Autowerkstatt und Fischereibedarfsartikelfabrik zweckentfremdet. Nach einem Brand wurde die Kirche 1988 an eine russisch-orthodoxe Gemeinde übergeben. Die daraufhin durchgeführten Umbauten haben den achteckigen Türmen seit 1990 wieder einen Anschluss ans Langhaus gebracht. Heute wird die Kirche von umstehenden Hochhäusern überragt. Die Turmuhr befindet sich heute an der katholischen Königsberger Kirche zur Heiligen Familie.
Der Bezirk der Kreuzkirchengemeinde wurde von der Altstädtischen Muttergemeinde abgetrennt und zum 1. Januar 1925 zu einer selbständigen Gemeinde erklärt. Von 1925 bis 1945 war Konsistorialrat Johannes Wien (* 1882) Pfarrer der Gemeinde.